# Il mistero delle tre orchidee
Il mistero delle tre orchidee è un romanzo poliziesco del 1942 dello scrittore italiano Augusto De Angelis, uno degli ultimi con protagonista il commissario De Vincenzi della squadra mobile di Milano.
Dal romanzo è stato tratto uno degli episodi della serie televisiva Il commissario De Vincenzi, prodotta dalla Rai negli anni '70 con protagonista Paolo Stoppa.

## Trama
Il commissario Carlo De Vincenzi è chiamato ad indagare su un omicidio avvenuto in una casa di moda, nonostante la sua presenza seguirà un altro omicidio caratterizzato, come il precedente, dalla presenza di un'orchidea vicino al cadavere. Seguirà un terzo omicidio che confermerà al commissario i suoi sospetti.

## Edizioni
- Augusto De Angelis, Il mistero delle tre orchidee, collana La memoria, Sellerio, 2002, ISBN 8838917086.